# Auger Hill
Der Auger Hill (engl. für Bohrhügel) ist ein 1009 m hoher Hügel im ostantarktischen Viktorialand. Er ragt in den Keble Hills an der Scott-Küste zwischen dem Handley Hill und dem Coral Hill auf.
Das New Zealand Geographic Board gab ihm den Namen im Jahr 1994, nachdem neuseeländische Wissenschaftler zur Gewinnung von Gesteinsproben auf dem Gipfel des Hügels Bohrungen vorgenommen hatten.